# Isoperla oenotriae
Isoperla oenotriae är en bäcksländeart som beskrevs av Giovanni Consiglio 1967. Isoperla oenotriae ingår i släktet Isoperla och familjen rovbäcksländor. Inga underarter finns listade i Catalogue of Life.